# Morten Donnerup
Morten Welling Donnerup (født 26. august 1960) er en dansk tidligere fodboldspiller, som vandt det danske mesterskab to gange og pokalturneringen fire gange.
Morten Donnerup kom til AGF i 1981 og spillede to sæsoner her, før han skiftede til OB med hvem han vandt Pokalturneringen i 1983. Donnerup blev kåret til pokalfighter i finalen mod B1901. Morten Donnerup debuterede på landsholdet 15. juni 1982 i en venskabskamp på udebane mod Norge. Frem til 1986 nåede han at spille 10 landskampe og score et mål.
I 1984 var Donnerup tilbage i AGF og efter halvandet år blev Morten Donnerup solgt til den spanske klub Racing Santander, men vendte tilbage til Aarhus i sommeren 1986 og var med til at vinde DM-guld den sæson og de følgende to år Pokalturneringen. I 1989 skiftede Morten Donnerup igen til OB, som blev danske mestre samme år, og i 1991 vandt han sin fjerde pokaltitel, da det i finalen blev til en sejr på 3-0 over AaB.